# Coutances

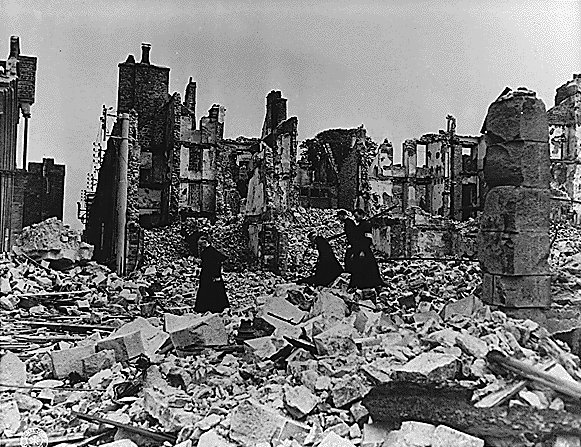
Coutances i ruiner, 1944

Coutances är en stad och kommun i departementet Manche i regionen Normandie i nordvästra Frankrike. År 2022 hade Coutances 8 372 invånare.
Under andra världskriget förstördes staden av kraftiga bombardemang, men den kom att återuppbyggas.

## Galleri

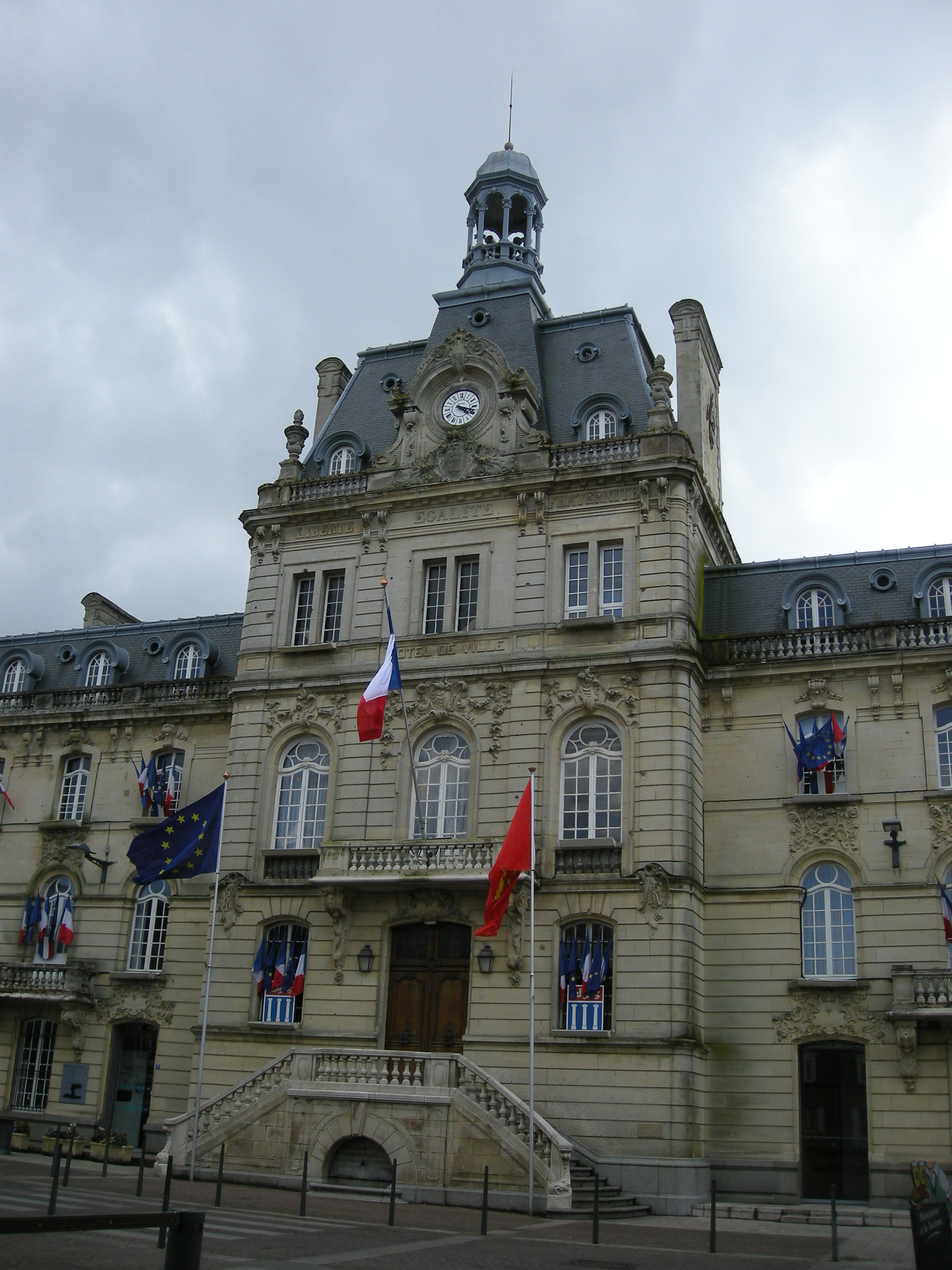
Rådhuset
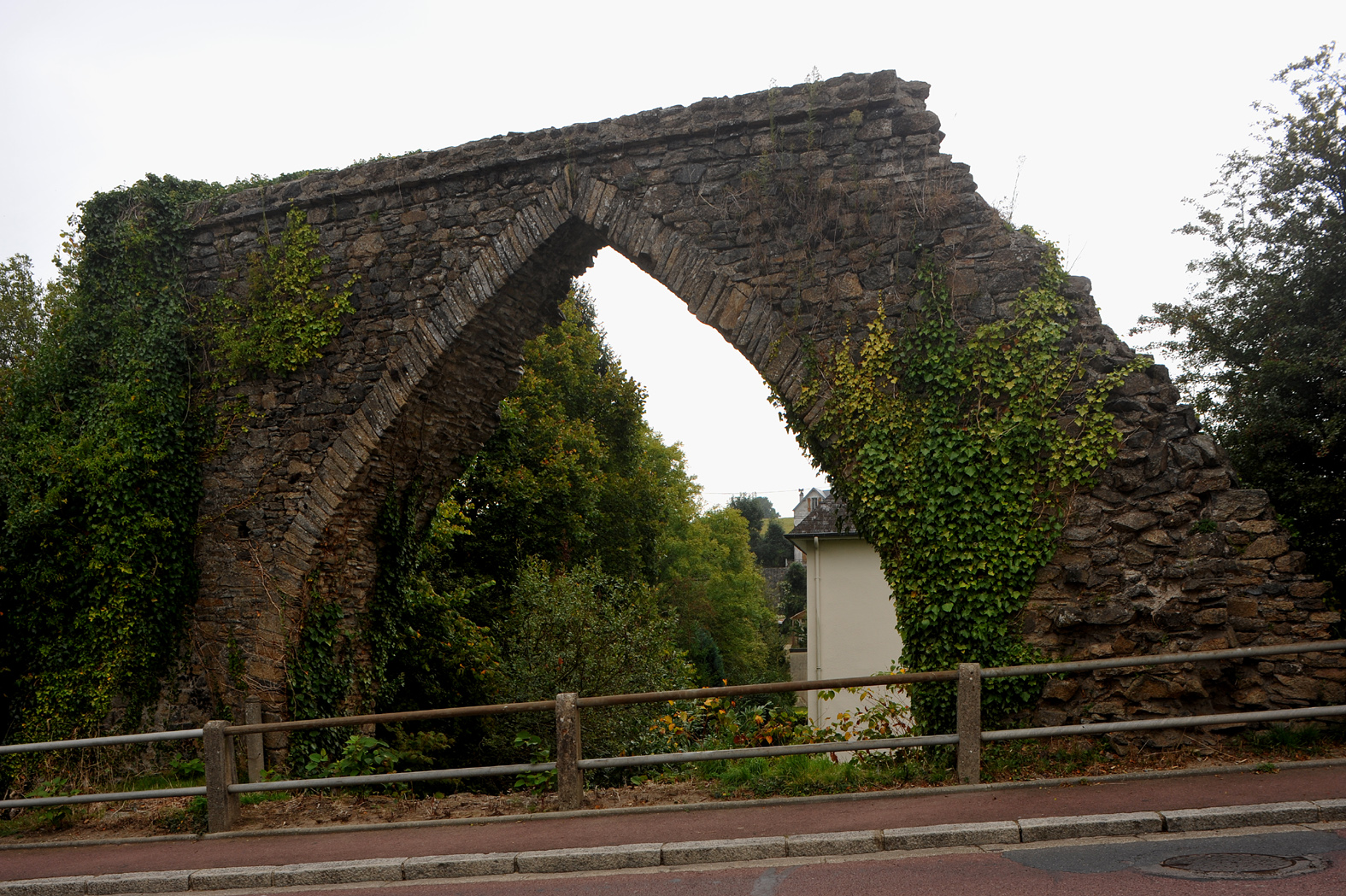
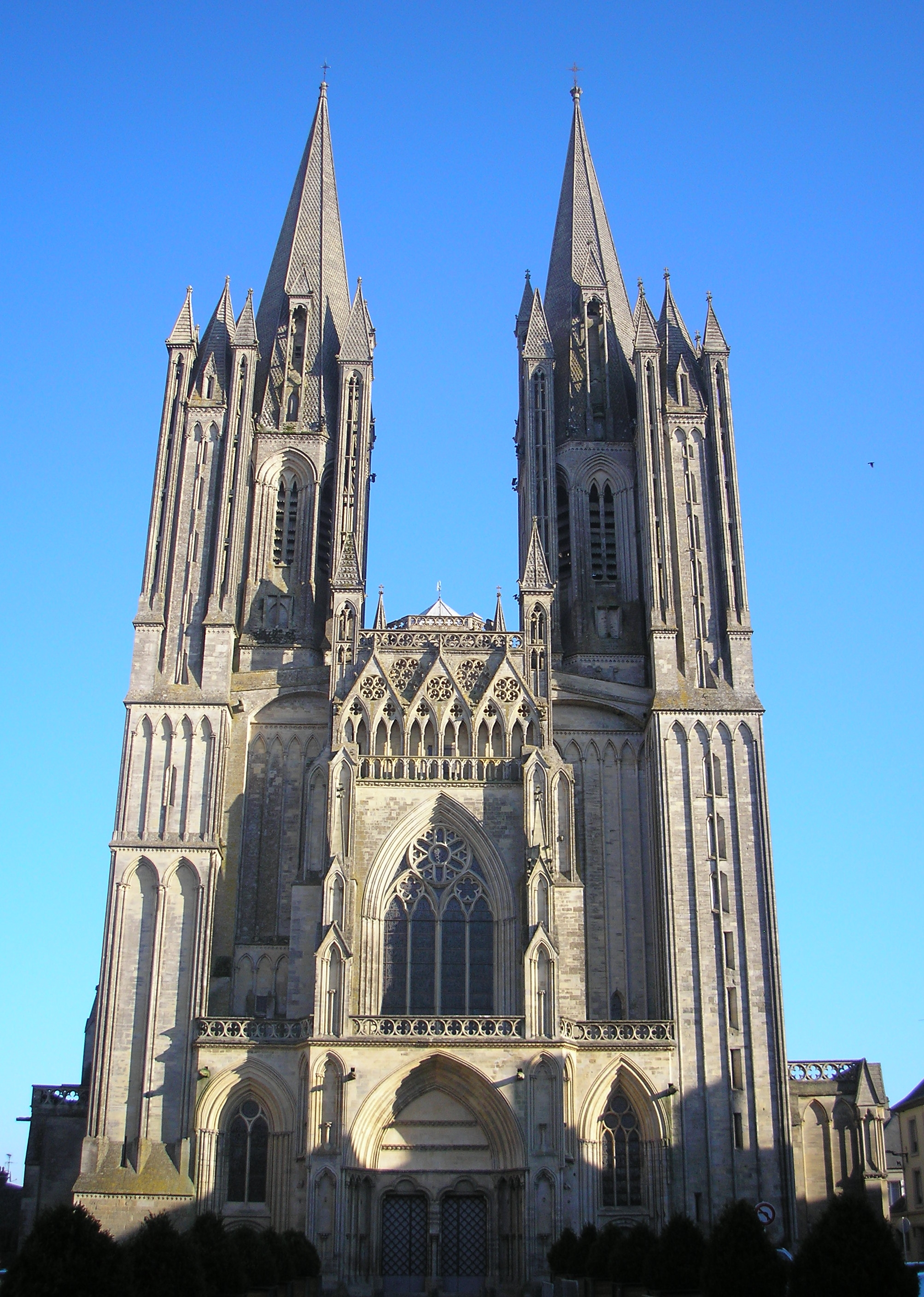

## Befolkningsutveckling
Antalet invånare i kommunen Coutances
| Referens: INSEE |